# Let’s Dance/Staffel 17
Die 17. Staffel der Live-Tanzshow Let’s Dance, moderiert von Victoria Swarovski und Daniel Hartwich, startete am 23. Februar 2024 und fand ihren Abschluss am 24. Mai 2024.

## Kandidaten
Die Kandidaten wurden am 7. Januar 2024 veröffentlicht. Am 26. Januar wurde mitgeteilt, dass Biyon Kattilathu anstelle von Simon Brunner teilnehmen wird.
Am 31. Januar wurden die Profitänzer bekanntgegeben: Anastasia Stan und Mikael Tatarkin waren Debütanten, Malika Dzumaev, Patricija Ionel, Ekaterina Leonova, Mariia Maksina, Kathrin Menzinger, Zsolt Sándor Cseke, Vadim Garbuzov, Alexandru Ionel, Valentin Lusin und Massimo Sinató waren wie im Vorjahr dabei, Marta Arndt nach zwei Jahren Pause und Paul Lorenz nach acht Jahren zum zweiten Mal.

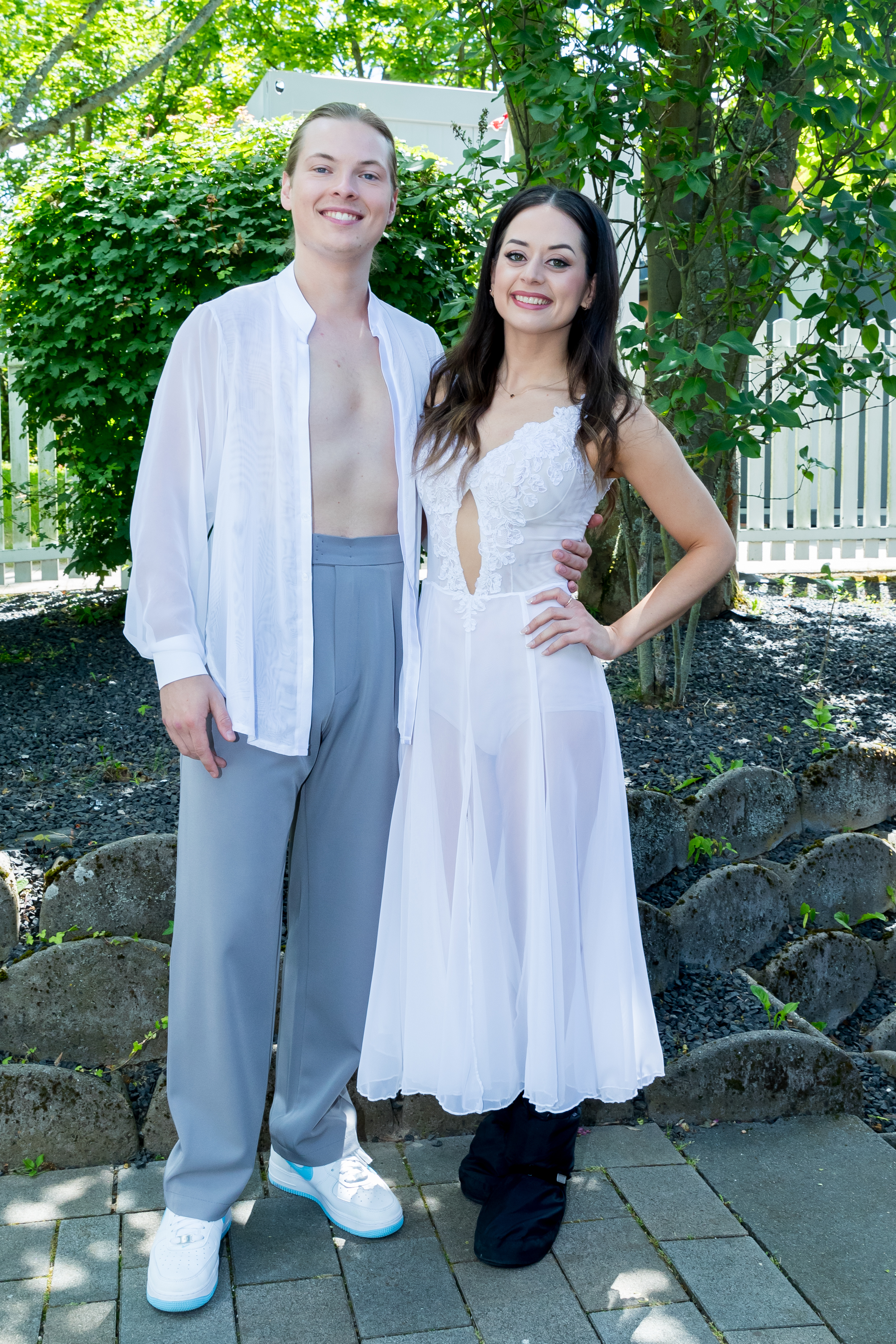
Die Sieger der 17. Let’s Dance-Staffel: Gabriel Kelly und Malika Dzumaev

| Platz | Kandidat             | Profitänzer              | Profitänzer Show 6 – Partnertausch |
| ----- | -------------------- | ------------------------ | ---------------------------------- |
| 01    | Gabriel Kelly        | Malika Dzumaev           | Anastasia Stan                     |
| 02    | Jana Wosnitza        | Vadim Garbuzov           | Massimo Sinató                     |
| 03    | Detlef Soost         | Ekaterina Leonova        | Kathrin Menzinger                  |
| 04    | Ann-Kathrin Bendixen | Valentin Lusin           | Vadim Garbuzov                     |
| 04    | Ann-Kathrin Bendixen | Mikael Tatarkin (Show 4) | Vadim Garbuzov                     |
| 05    | Lulu Lewe            | Massimo Sinató           | Alexandru Ionel                    |
| 06    | Mark Keller          | Kathrin Menzinger        | Ekaterina Leonova                  |
| 07    | Tony Bauer           | Anastasia Stan           | Marta Arndt                        |
| 08    | Biyon Kattilathu     | Marta Arndt              | Malika Dzumaev                     |
| 08    | Sophia Thiel         | Alexandru Ionel          | Valentin Lusin                     |
| 10    | Stefano Zarrella     | Mariia Maksina           |                                    |
| 11    | Lina Larissa Strahl  | Zsolt Sándor Cseke       |                                    |
| 12    | Eva Padberg          | Paul Lorenz              |                                    |
| 13    | Tillman Schulz       | Patricija Ionel          |                                    |
| 14    | Maria Clara Groppler | Mikael Tatarkin          |                                    |

## Tänze
| Show                            | Datum          | Tänze in der Show |
| ------------------------------- | -------------- | --- |
| Kennenlernshow                  | 23. Feb. 2024  | Charleston, Quickstepp, Tango, Cha-Cha-Cha oder Wiener Walzer                                                                                  |
| 1. Show                         | 1. März 2024   | Quickstepp, Jive, Langsamer Walzer, Cha-Cha-Cha, Tango Argentino oder Tango                                                                    |
| 2. Show – 90er-Jahre-Special    | 8. März 2024   | Cha-Cha-Cha, Rumba, Paso Doble, Langsamer Walzer, Contemporary, Charleston oder Tango                                                          |
| 3. Show                         | 15. März 2024  | Quickstepp, Slowfox, Tango, Samba, Cha-Cha-Cha, Langsamer Walzer, Wiener Walzer, Rumba oder Paso Doble                                         |
| 4. Show – Italo-Night           | 22. März 2024  | Cha-Cha-Cha, Charleston, Contemporary, Jive, Rumba, Samba, Tango oder Wiener Walzer                                                            |
| 5. Show                         | 5. April 2024  | Charleston, Contemporary, Langsamer Walzer, Quickstepp, Samba, Slowfox, Tango Argentino, Tango oder Wiener Walzer                              |
| 6. Show – Partnertausch         | 12. April 2024 | Cha-Cha-Cha, Jive, Langsamer Walzer, Paso Doble, Quickstepp, Samba, Slowfox oder Wiener Walzer                                                 |
| 7. Show                         | 19. April 2024 | Charleston, Contemporary, Jive, Langsamer Walzer, Rumba oder Samba, sowie ein Discofox-Marathon aller neun Paare                               |
| 8. Show                         | 26. April 2024 | Contemporary, Paso Doble, Quickstepp, Samba oder Wiener Walzer, sowie ein gruppenweise bewerteter Jury-Tanz                                    |
| 9. Show – Magic-Moments-Special | 3. Mai 2024    | Freestyle-Programme zu einem Magic Moment, sowie Tanzduelle (Bollywood, Boogie Woogie oder Flamenco)                                           |
| 10. Show – Moulin-Rouge-Special | 10. Mai 2024   | Cha-Cha-Cha, Charleston, Contemporary, Slowfox oder Wiener Walzer sowie in den Trio-Dances Cha-Cha-Cha, Jive, Rumba oder Tango                 |
| 11. Show – Halbfinale           | 17. Mai 2024   | Zwei der noch nicht gezeigten Tänze (Slowfox, Jive, Paso Doble, Wiener Walzer, Langsamer Walzer, Charleston), sowie improvisierte Fusion-Tänze |
| 12. Show – Finale               | 24. Mai 2024   | Jurytanz, Lieblingstanz sowie ein Freestyle |
| Profi-Challenge                 | 31. Mai 2024   | Freestyle-Programme |

## Ergebnisse
| Paar                                                                     | Platz | Letzter bewerteter Tanz                     | Auf- takt | 1  | 2  | 3  | 4 1   | 5  | 6  | 7 2   | 8 3   | 9        | 10       | 11          | 12          | ø je Tanz |
| ------------------------------------------------------------------------ | ----- | ------------------------------------------- | --------- | -- | -- | -- | ----- | -- | -- | ----- | ----- | -------- | -------- | ----------- | ----------- | --------- |
| Gabriel Kelly & Malika Dzumaev • Anastasia Stan                          | 1     | Samba, Tango Argentino, Freestyle           | 18        | 21 | 17 | 24 | 26+8  | 30 | 23 | 21+7  | 29+10 | 60 30+30 | 60 30+30 | 89 29+30+30 | 90 30+30+30 | 26,74     |
| Jana Wosnitza & Vadim Garbuzov • Massimo Sinató                          | 2     | Rumba, Quickstepp, Freestyle                | 12        | 12 | 18 | 19 | 23+10 | 29 | 23 | 23+5  | 30+10 | 59 30+29 | 59 29+30 | 82 29+29+24 | 86 27+29+30 | 25,00     |
| Detlef Soost & Ekaterina Leonova • Kathrin Menzinger                     | 3     | Langsamer Walzer, Samba, Freestyle          | 16        | 18 | 22 | 17 | 21+8  | 29 | 27 | 26+8  | 21+8  | 57 27+30 | 56 26+30 | 87 29+29+29 | 86 27+29+30 | 25,42     |
| Ann-Kathrin Bendixen & Valentin Lusin • Vadim Garbuzov • Mikael Tatarkin | 4     | Paso Doble, Langsamer Walzer, Rumba x Tango | 11        | 7  | 10 | 13 | 11+8  | 16 | 14 | 19+3  | 15+6  | 38 21+17 | 34 18+16 | 66 20+23+23 |             | 15,88     |
| Lulu Lewe & Massimo Sinató • Alexandru Ionel                             | 5     | Wiener Walzer, Cha-Cha-Cha                  | 17        | 19 | 21 | 16 | 19+8  | 27 | 20 | 27+10 | 30+6  | 50 24+26 | 49 23+26 |             |             | 22,69     |
| Mark Keller & Kathrin Menzinger • Ekaterina Leonova                      | 6     | Freestyle, Flamenco                         | 13        | 13 | 16 | 19 | 10+10 | 23 | 25 | 30+4  | 23+8  | 54 30+24 | –        |             |             | 20,55     |
| Tony Bauer & Anastasia Stan • Marta Arndt                                | 7     | Paso Doble, Freestyle                       | 13        | 16 | 16 | 25 | 14+10 | 23 | 24 | 19+1  | 27+8  | –        |          |             |             | 19,67     |
| Biyon Kattilathu & Marta Arndt • Malika Dzumaev                          | 8     | Langsamer Walzer, Discofox                  | 13        | 17 | 20 | 22 | 12+10 | 23 | 18 | 18+6  |       |          |          |             |             | 17,88     |
| Sophia Thiel & Alexandru Ionel • Valentin Lusin                          | 8     | Jive, Discofox                              | 11        | 11 | 13 | 17 | 19+10 | 19 | 23 | 16+2  |       |          |          |             |             | 16,13     |
| Stefano Zarrella & Mariia Maksina                                        | 10    | Samba                                       | 12        | 18 | 14 | 10 | 23+8  | 19 |    |       |       |          |          |             |             | 16,00     |
| Lina Larissa Strahl & Zsolt Sándor Cseke                                 | 11    | Cha-Cha-Cha                                 | 15        | 14 | 16 | 15 | 16+8  |    |    |       |       |          |          |             |             | 15,20     |
| Eva Padberg & Paul Lorenz                                                | 12    | Quickstepp                                  | 14        | 11 | 12 | 12 |       |    |    |       |       |          |          |             |             | 12,25     |
| Tillman Schulz & Patricija Ionel                                         | 13    | Rumba                                       | 7         | 7  | 7  |    |       |    |    |       |       |          |          |             |             | 07,00     |
| Maria Clara Groppler & Mikael Tatarkin                                   | 14    | Cha-Cha-Cha                                 | 16        | 10 |    |    |       |    |    |       |       |          |          |             |             | 13,00     |

Grüne Zahlen: höchste erreichte Jury-Punktzahl der Show
Rote Zahlen: niedrigste erreichte Jury-Punktzahl der Show
Nach Jury- und Zuschauervoting Letztplatzierte (ohne Ausscheiden in Folge 6)
Durch Direktticket vor Ausscheiden geschützt
Aufgabe aus Gesundheitsgründen
1 Das Endergebnis setzt sich aus der Wertung für einen Paartanz und der Teamleistung im Battle zusammen.
2 Das Endergebnis setzt sich aus der Wertung für einen Paartanz und zusätzlichen 1–10 Punkten für den Discofox-Marathon zusammen.
3 Das Endergebnis setzt sich aus der Wertung für einen Paartanz und zusätzlichen 6, 8 und 10 Punkten aufgrund der Zuschauerabstimmung zum Jury-Teamtanz zusammen.
* Punkte in Normalgröße: Wertungen in Standardtänzen oder vergleichbaren Tänzen (bilden Durchschnittswert)
* Punkte in Kleinschrift in oberer Zeile: Wertungen für Sondertänze
* Punkte in Kleinschrift in unterer Zeile: Zusammensetzung der Gesamtwertung bei zwei oder mehr Standardtänzen

## Einzelne Tanzwochen
| Promi                | Profitänzer                                       | Tanz          | Musik                                               | Jurypunkte | Jurypunkte | Jurypunkte | Gesamt |
| Promi                | Profitänzer                                       | Tanz          | Musik                                               | González   | Mabuse     | Llambi     | Gesamt |
| -------------------- | ------------------------------------------------- | ------------- | --------------------------------------------------- | ---------- | ---------- | ---------- | ------ |
| Tony Bauer           | Valentin Lusin Anastasia Stan Paul Lorenz         | Charleston    | Wolfgang Lohr und Louie Prima – Puttin’ on the Ritz | 6          | 5          | 2          | 13     |
| Maria Clara Groppler | Valentin Lusin Anastasia Stan Paul Lorenz         | Charleston    | Wolfgang Lohr und Louie Prima – Puttin’ on the Ritz | 6          | 6          | 4          | 16     |
| Sophia Thiel         | Valentin Lusin Anastasia Stan Paul Lorenz         | Charleston    | Wolfgang Lohr und Louie Prima – Puttin’ on the Ritz | 4          | 5          | 2          | 11     |
| Biyon Kattilathu     | Marta Arndt Mariia Maksina                        | Quickstepp    | Dick Brave & The Backbeats – Get the Party Started  | 5          | 5          | 3          | 13     |
| Stefano Zarrella     | Marta Arndt Mariia Maksina                        | Quickstepp    | Dick Brave & The Backbeats – Get the Party Started  | 5          | 5          | 2          | 12     |
| Ann-Kathrin Bendixen | Massimo Sinató Mikael Tatarkin Ekaterina Leonova  | Tango         | Georges Bizet – Habanera                            | 5          | 4          | 2          | 11     |
| Eva Padberg          | Massimo Sinató Mikael Tatarkin Ekaterina Leonova  | Tango         | Georges Bizet – Habanera                            | 6          | 5          | 3          | 14     |
| Detlef Soost         | Massimo Sinató Mikael Tatarkin Ekaterina Leonova  | Tango         | Georges Bizet – Habanera                            | 6          | 6          | 4          | 16     |
| Lulu Lewe            | Vadim Garbuzov Zsolt Sándor Cseke Alexandru Ionel | Cha-Cha-Cha   | Fleur East – Sax                                    | 6          | 6          | 5          | 17     |
| Lina Larissa Strahl  | Vadim Garbuzov Zsolt Sándor Cseke Alexandru Ionel | Cha-Cha-Cha   | Fleur East – Sax                                    | 6          | 5          | 4          | 15     |
| Jana Wosnitza        | Vadim Garbuzov Zsolt Sándor Cseke Alexandru Ionel | Cha-Cha-Cha   | Fleur East – Sax                                    | 5          | 4          | 3          | 12     |
| Mark Keller          | Kathrin Menzinger Patricija Ionel Malika Dzumaev  | Wiener Walzer | Gerry & The Pacemakers – You’ll Never Walk Alone    | 5          | 5          | 3          | 13     |
| Gabriel Kelly        | Kathrin Menzinger Patricija Ionel Malika Dzumaev  | Wiener Walzer | Gerry & The Pacemakers – You’ll Never Walk Alone    | 7          | 6          | 5          | 18     |
| Tillman Schulz       | Kathrin Menzinger Patricija Ionel Malika Dzumaev  | Wiener Walzer | Gerry & The Pacemakers – You’ll Never Walk Alone    | 3          | 3          | 1          | 7      |

In der Kennenlernshow erhielten diesmal zuerst alle prominenten Damen ihre Profitänzer zugeteilt, danach waren die Herren an der Reihe. Gabriel Kelly schützte sich mit dem höchsten Ranking aus beiden Bewertungen vor einem Ausscheiden in der nächsten Show.
| Tanzpaar                                 | Tanz             | Musik                                               | Jurypunkte | Jurypunkte | Jurypunkte | Gesamt |
| Tanzpaar                                 | Tanz             | Musik                                               | González   | Mabuse     | Llambi     | Gesamt |
| ---------------------------------------- | ---------------- | --------------------------------------------------- | ---------- | ---------- | ---------- | ------ |
| Lina Larissa Strahl & Zsolt Sándor Cseke | Quickstepp       | No Doubt – I’m Just A Girl                          | 5          | 5          | 4          | 14     |
| Jana Wosnitza & Vadim Garbuzov           | Jive             | Zara Larsson – Can't Tame Her                       | 5          | 4          | 3          | 12     |
| Detlef Soost & Ekaterina Leonova         | Langsamer Walzer | Billy Preston und Syreeta – With You I’m Born Again | 6          | 6          | 6          | 18     |
| Ann-Kathrin Bendixen & Valentin Lusin    | Jive             | Pink – Runaway                                      | 3          | 3          | 1          | 7      |
| Mark Keller & Kathrin Menzinger          | Cha-Cha-Cha      | The Four Tops – Loco in Acapulco                    | 5          | 4          | 4          | 13     |
| Eva Padberg & Paul Lorenz                | Langsamer Walzer | Rod Stewart – Waltzing Matilda                      | 5          | 4          | 2          | 11     |
| Tony Bauer & Anastasia Stan              | Cha-Cha-Cha      | Michael Bublé – Stuck In The Middle                 | 6          | 5          | 5          | 16     |
| Tillman Schulz & Patricija Ionel         | Tango Argentino  | Julio Iglesias – Caminito                           | 3          | 3          | 1          | 7      |
| Biyon Kattilathu & Marta Arndt           | Jive             | Bobby Day – Rockin’ Robin                           | 6          | 6          | 5          | 17     |
| Sophia Thiel & Alexandru Ionel           | Cha-Cha-Cha      | Kelly Clarkson – Stronger (What Doesn’t Kill You)   | 4          | 4          | 3          | 11     |
| Maria Clara Groppler & Mikael Tatarkin   | Cha-Cha-Cha      | Whitney Houston – How Will I Know                   | 4          | 4          | 2          | 10     |
| Stefano Zarrella & Mariia Maksina        | Tango            | Otros Aires – Perro Viejo                           | 7          | 6          | 5          | 18     |
| Lulu Lewe & Massimo Sinató               | Tango            | Jazmine Sullivan – Bust Your Windows                | 7          | 6          | 6          | 19     |
| Gabriel Kelly & Malika Dzumaev           | Quickstepp       | James Blunt – Stay The Night                        | 7          | 8          | 6          | 21     |

Zwei der drei im Juryranking am unteren Ende platzierten Prominenten mussten das „Rote Licht“ über sich erdulden: Tillman Schulz entkam ihm, Maria Clara Groppler nicht. Dass in der zweiten Folge 6 Männer und nur 2 Frauen in der Jurywertung unter den ersten Acht lagen, ist ein Novum, seit erstmals 14 Teilnehmer in der 8. Staffel antraten (bislang lagen in der zweiten Folge 3 (in Staffeln 8, 12 und 13) bis 6 Frauen (Staffel 16) vorn). Profitänzer Alexandru Ionel überstand bei seiner dritten Teilnahme zum ersten Mal die erste Runde.
| Tanzpaar                                 | Tanz             | Musik                                                    | Jurypunkte | Jurypunkte | Jurypunkte | Gesamt |
| Tanzpaar                                 | Tanz             | Musik                                                    | González   | Mabuse     | Llambi     | Gesamt |
| ---------------------------------------- | ---------------- | -------------------------------------------------------- | ---------- | ---------- | ---------- | ------ |
| Stefano Zarrella & Mariia Maksina        | Cha-Cha-Cha      | Santana – Smooth                                         | 6          | 4          | 4          | 14     |
| Tillman Schulz & Patricija Ionel         | Rumba            | Elvis Presley – Always on My Mind                        | 3          | 3          | 1          | 7      |
| Sophia Thiel & Alexandru Ionel           | Paso Doble       | Snap! – Rhythm Is a Dancer                               | 5          | 4          | 4          | 13     |
| Eva Padberg & Paul Lorenz                | Cha-Cha-Cha      | Cher – Strong enough                                     | 5          | 4          | 3          | 12     |
| Tony Bauer & Anastasia Stan              | Langsamer Walzer | Take That – Love Ain’t Here Anymore                      | 6          | 5          | 5          | 16     |
| Jana Wosnitza & Vadim Garbuzov           | Contemporary     | Sinéad O’Connor – Nothing Compares 2 U                   | 7          | 6          | 5          | 18     |
| Gabriel Kelly & Malika Dzumaev           | Paso Doble       | HIM – Join Me (in Death)                                 | 6          | 6          | 5          | 17     |
| Lulu Lewe & Massimo Sinató               | Rumba            | En Vogue – Don’t Let Go (Love)                           | 7          | 7          | 7          | 21     |
| Ann-Kathrin Bendixen & Valentin Lusin    | Charleston       | Scatman John – Scatman (Ski-Ba-Bop-Ba-Dop-Bop)           | 4          | 4          | 2          | 10     |
| Lina Larissa Strahl & Zsolt Sándor Cseke | Langsamer Walzer | En-Rage – Run to You                                     | 6          | 6          | 4          | 16     |
| Mark Keller & Kathrin Menzinger          | Langsamer Walzer | Vic Damone, Jane Powell & The Four Freshmen – Wonder Why | 6          | 6          | 4          | 16     |
| Biyon Kattilathu & Marta Arndt           | Tango            | La Bouche – Be My Lover                                  | 7          | 7          | 6          | 20     |
| Detlef Soost & Ekaterina Leonova         | Cha-Cha-Cha      | Tom Jones – Sex Bomb                                     | 8          | 7          | 7          | 22     |

Im „Roten Licht“ standen die drei Letztplatzierten nach dem Juryranking Tillman Schulz, Ann-Kathrin Bendixen und Eva Padberg – für Ersteren reichten die Anrufe nicht.
| Tanzpaar                                 | Tanz             | Musik                                                | Jurypunkte | Jurypunkte | Jurypunkte | Gesamt |
| Tanzpaar                                 | Tanz             | Musik                                                | González   | Mabuse     | Llambi     | Gesamt |
| ---------------------------------------- | ---------------- | ---------------------------------------------------- | ---------- | ---------- | ---------- | ------ |
| Eva Padberg & Paul Lorenz                | Quickstepp       | Liza Minnelli – The Singer                           | 5          | 5          | 2          | 12     |
| Jana Wosnitza & Vadim Garbuzov           | Slowfox          | Whitney Houston – I Wanna Dance with Somebody        | 7          | 7          | 5          | 19     |
| Mark Keller & Kathrin Menzinger          | Tango            | Alberto Domínguez – Perfidia                         | 7          | 7          | 5          | 19     |
| Lina Larissa Strahl & Zsolt Sándor Cseke | Samba            | Serge Gainsbourg – Chez les yé-yé                    | 6          | 5          | 4          | 15     |
| Lulu Lewe & Massimo Sinató               | Quickstepp       | Frank Sinatra, Ella Fitzgerald – The Lady Is a Tramp | 6          | 6          | 4          | 16     |
| Biyon Kattilathu & Marta Arndt           | Cha-Cha-Cha      | Rey Ruiz – Muevelo                                   | 7          | 7          | 8          | 22     |
| Stefano Zarrella & Mariia Maksina        | Langsamer Walzer | Westlife – Queen of my Heart                         | 4          | 4          | 2          | 10     |
| Sophia Thiel & Alexandru Ionel           | Wiener Walzer    | Zoe Wees feat. 6lack – That’s How It Goes            | 6          | 6          | 5          | 17     |
| Tony Bauer & Anastasia Stan              | Quickstepp       | Fats Domino – I’m Walkin’                            | 10         | 8          | 7          | 25     |
| Ann-Kathrin Bendixen & Valentin Lusin    | Wiener Walzer    | Jessie Reyez – Crazy                                 | 5          | 5          | 3          | 13     |
| Gabriel Kelly & Malika Dzumaev           | Rumba            | Tito & Tarantula – After Dark                        | 8          | 8          | 8          | 24     |
| Detlef Soost & Ekaterina Leonova         | Paso Doble       | Awolnation – Sail                                    | 6          | 6          | 5          | 17     |

Erneut standen die drei Letzten des Juryrankings im „Roten Licht“. Für Eva Padberg war die Tanzreise zu Ende, Ann-Kathrin Bendixen und Stefano Zarrella setzen sie fort. Zsolt Sándor Cseke hatte mit dem Einsetzen des Bonuspunkts aus der gewonnenen Profi-Challenge – im Juryranking wurden dadurch 5 statt 4 Punkte erzielt – das Weiterkommen für Lina Larissa Strahl erleichtert. Die erste 10-Punkte-Kelle im Wettbewerb wurde für Tony Bauer & Anastasia Stan hochgehoben – seit Staffel 7 wird spätestens in der 3. Ausscheidungsrunde eine 10-Punkte-Wertung durch ein Tanzpaar erreicht.
| Tanzpaar | Tanz          | Musik                                              | Jurypunkte | Jurypunkte | Jurypunkte | Gesamt |
| Tanzpaar | Tanz          | Musik                                              | González   | Mabuse     | Llambi     | Gesamt |
| --- | ------------- | -------------------------------------------------- | ---------- | ---------- | ---------- | ------ |
| Jana Wosnitza & Vadim Garbuzov                                                                                 | Charleston    | Al Bano & Romina Power – Felicità                  | 8          | 8          | 7          | 23     |
| Lina Larissa Strahl & Zsolt Sándor Cseke                                                                       | Cha-Cha-Cha   | Fedez, Annalisa und Articolo 31 – Disco Paradise   | 6          | 6          | 4          | 16     |
| Biyon Kattilathu & Marta Arndt                                                                                 | Wiener Walzer | Umberto Tozzi – Ti amo                             | 5          | 5          | 2          | 12     |
| Mark Keller & Kathrin Menzinger                                                                                | Jive          | Louis Prima – Bouna sera                           | 4          | 4          | 2          | 10     |
| Detlef Soost & Ekaterina Leonova                                                                               | Contemporary  | Lucio Dalla und Luciano Pavarotti – Caruso         | 8          | 7          | 6          | 21     |
| Ann-Kathrin Bendixen & Mikael Tatarkin                                                                         | Tango         | Laura Branigan – Gloria                            | 4          | 4          | 3          | 11     |
| Stefano Zarrella & Mariia Maksina                                                                              | Charleston    | Paolo Conte – Via con me                           | 8          | 8          | 7          | 23     |
| Sophia Thiel & Alexandru Ionel                                                                                 | Contemporary  | Måneskin – Torna a casa                            | 7          | 6          | 6          | 19     |
| Gabriel Kelly & Malika Dzumaev                                                                                 | Cha-Cha-Cha   | The Kolors – Italodisco                            | 9          | 9          | 8          | 26     |
| Lulu Lewe & Massimo Sinató                                                                                     | Samba         | Baby K feat. Andrés Dvicio – Voglio ballare con te | 7          | 6          | 6          | 19     |
| Tony Bauer & Anastasia Stan                                                                                    | Rumba         | Eros Ramazzotti – Cose della vita                  | 5          | 5          | 4          | 14     |
| Dance-Battle                                                                                                   |               |                                                    |            |            |            |        |
| Team Rosso Tony Bauer, Biyon Kattilathu, Mark Keller, Sophia Thiel, Jana Wosnitza                              | Freestyle     |                                                    |            |            |            | 10     |
| Team Verde Ann-Kathrin Bendixen, Gabriel Kelly, Lulu Lewe, Detlef Soost, Lina Larissa Strahl, Stefano Zarrella | Freestyle     |                                                    |            |            | 8          |        |

In der erstmaligen Italo-Night vertrat Mikael Tatarkin den die Geburt seiner Tochter erwartenden Valentin Lusin. Auch wenn er für den ohnehin führenden Gabriel Kelly kaum eine Bedeutung hatte, setzte Malika Dzumaev ihren Bonuspunkt vor dem Verfall ein. Dies hatte womöglich Zsolt Sándor Cseke eine Runde zu früh getan, denn das Ausscheiden entschied sich zwischen Lina Larissa Strahl und Biyon Kattilathu und traf seine Partnerin. Erstmals seit Staffel 5 gab in einer 4. Show keine 10 Punkte für einen Paartanz.
| Tanzpaar                              | Tanz             | Musik                                          | Jurypunkte | Jurypunkte | Jurypunkte | Gesamt |
| Tanzpaar                              | Tanz             | Musik                                          | González   | Mabuse     | Llambi     | Gesamt |
| ------------------------------------- | ---------------- | ---------------------------------------------- | ---------- | ---------- | ---------- | ------ |
| Ann-Kathrin Bendixen & Valentin Lusin | Quickstepp       | Tones and I – Dance Monkey                     | 6          | 6          | 4          | 16     |
| Jana Wosnitza & Vadim Garbuzov        | Langsamer Walzer | Oleta Adams – Get Here                         | 10         | 9          | 10         | 29     |
| Detlef Soost & Ekaterina Leonova      | Samba            | Luca D. feat. Alessandro Olivato – Tum Takketà | 10         | 10         | 9          | 29     |
| Sophia Thiel & Alexandru Ionel        | Tango            | Ed Sheeran – Shivers                           | 7          | 7          | 5          | 19     |
| Lulu Lewe & Massimo Sinató            | Charleston       | Beyoncé – Crazy in Love                        | 9          | 9          | 9          | 27     |
| Mark Keller & Kathrin Menzinger       | Slowfox          | Frank Sinatra – I’ve Got You Under My Skin     | 8          | 8          | 7          | 23     |
| Gabriel Kelly & Malika Dzumaev        | Tango Argentino  | Metallica – Nothing Else Matters               | 10         | 10         | 10         | 30     |
| Biyon Kattilathu & Marta Arndt        | Contemporary     | The Weeknd – Earned It                         | 8          | 8          | 7          | 23     |
| Tony Bauer & Anastasia Stan           | Wiener Walzer    | Roger Cicero – Ich atme ein                    | 8          | 8          | 7          | 23     |
| Stefano Zarrella & Mariia Maksina     | Samba            | Günter Noris – Moliendo Café                   | 7          | 7          | 5          | 19     |

Die Jury griff nun zu den in der letzten Folge liegengelassenen 10-Punkte-Kellen und hob sie wie in den 5. Shows der Staffeln 12 und 14 sieben Mal, dem Rekord für eine 5. Show. Gabriel Kelly & Malika Dzumaev erhielten als erstes Paar die 30 Punkte. Zum zweiten Mal hintereinander musste Ann-Kathrin Bendixen trotz niedrigster Jurywertung nicht „zittern“. Dies mussten Stefano Zarrella, Biyon Kattilathu und Sophia Thiel und Ersterer das Format verlassen.
| Tanzpaar                              | Tanz             | Musik                                       | Jurypunkte | Jurypunkte | Jurypunkte | Gesamt |
| Tanzpaar                              | Tanz             | Musik                                       | González   | Mabuse     | Llambi     | Gesamt |
| ------------------------------------- | ---------------- | ------------------------------------------- | ---------- | ---------- | ---------- | ------ |
| Jana Wosnitza & Massimo Sinató        | Samba            | Jennifer Lopez – Ain’t It Funny             | 8          | 8          | 7          | 23     |
| Biyon Kattilathu & Malika Dzumaev     | Quickstepp       | Nat King Cole – L-O-V-E                     | 7          | 7          | 4          | 18     |
| Detlef Soost & Kathrin Menzinger      | Wiener Walzer    | Teddy Swims – Lose Control                  | 9          | 9          | 9          | 27     |
| Mark Keller & Ekaterina Leonova       | Paso Doble       | Pascual Marquina Narro – España cañí        | 9          | 8          | 8          | 25     |
| Ann-Kathrin Bendixen & Vadim Garbuzov | Cha-Cha-Cha      | Pitbull feat. Kesha – Timber                | 5          | 6          | 3          | 14     |
| Lulu Lewe & Alexandru Ionel           | Slowfox          | Daddy Cool (Coverversion)                   | 7          | 7          | 6          | 20     |
| Sophia Thiel & Valentin Lusin         | Langsamer Walzer | Emma Stone – Audition (The Fools Who Dream) | 8          | 8          | 7          | 23     |
| Tony Bauer & Marta Arndt              | Jive             | Bobby Vee – Take Good Care of My Baby       | 8          | 8          | 8          | 24     |
| Gabriel Kelly & Anastasia Stan        | Slowfox          | Ed Sheeran – Bad Habits                     | 8          | 8          | 7          | 23     |

Wie in der vergangenen Staffel gab es beim Tanzen mit gewechselten Partnern kein Ausscheiden für den Letztplatzierten, diesmal Lulu Lewe, sondern einen Juryranking-Bonuspunkt für den Besten nach Jurywertung und Anrufen, Mark Keller. Neu war die Ankündigung, dass die erhaltenen Rankingpunkte und Anrufe in die nächste Runde mitgenommenen werden, in der wieder zwei Paare die Show verlassen. Nach den Paaren traten Juroren und Profitänzer in einem „Jury-Showact“ auf.
| Tanzpaar                              | Tanz             | Musik | Jurypunkte | Jurypunkte | Jurypunkte | Gesamt |
| Tanzpaar                              | Tanz             | Musik | González | Mabuse | Llambi | Gesamt |
| ------------------------------------- | ---------------- | --- | --- | --- | --- | --- |
| Biyon Kattilathu & Marta Arndt        | Langsamer Walzer | Tore – Can’t Stop the Feeling! | 7 | 7 | 4 | 18 |
| Jana Wosnitza & Vadim Garbuzov        | Rumba            | Frankie Valli – Can't Take My Eyes off You | 8 | 8 | 7 | 23 |
| Sophia Thiel & Alexandru Ionel        | Jive             | Olivia Newton-John – Physical | 6 | 6 | 4 | 16 |
| Ann-Kathrin Bendixen & Valentin Lusin | Contemporary     | Loi – Am I Enough | 6 | 7 | 6 | 19 |
| Gabriel Kelly & Malika Dzumaev        | Samba            | Static & Ben El feat. Pitbull – Further Up (Na, Na, Na, Na, Na) | 7 | 7 | 7 | 21 |
| Detlef Soost & Ekaterina Leonova      | Rumba            | Bill Withers – Ain't No Sunshine | 8 | 8 | 10 | 26 |
| Lulu Lewe & Massimo Sinató            | Jive             | Ray Charles – Hit the Road Jack | 9 | 9 | 9 | 27 |
| Mark Keller & Kathrin Menzinger       | Charleston       | Dick Van Dyke – Step in Time | 10 | 10 | 10 | 30 |
| Tony Bauer & Anastasia Stan           | Contemporary     | Lukas Graham – 7 Years | 6 | 7 | 6 | 19 |
| Discofox-Marathon                     |                  | | | | | |
| alle Paare                            | Discofox         | Mia Julia & Lorenz Büffel & Malle Anja – Der Zug hat keine Bremse Frenzy & Rumbombe – Ameise Esteriore Brothers & Stereoact – Mamma Maria (Stereoact Remix) Vicky Leandros & Stereoact – Ich liebe das Leben (Stereoact Remix) Semino Rossi – Was bitte was Norman Langen & Natalie Holzner – Besser ohne dich DJ Robin & Schürze – Layla Lorenz Büffel & Knossi – Midnight Lady Schmitty Extreme – Victoria | 1 – Tony Bauer & Anastasia Stan 2 – Sophia Thiel & Alexandru Ionel 3 – Ann-Kathrin Bendixen & Valentin Lusin 4 – Mark Keller & Kathrin Menzinger 5 – Jana Wosnitza & Vadim Garbuzov 6 – Biyon Kattilathu & Marta Arndt 7 – Gabriel Kelly & Malika Dzumaev 8 – Detlef Soost & Ekaterina Leonova 10– Lulu Lewe & Massimo Sinató | 1 – Tony Bauer & Anastasia Stan 2 – Sophia Thiel & Alexandru Ionel 3 – Ann-Kathrin Bendixen & Valentin Lusin 4 – Mark Keller & Kathrin Menzinger 5 – Jana Wosnitza & Vadim Garbuzov 6 – Biyon Kattilathu & Marta Arndt 7 – Gabriel Kelly & Malika Dzumaev 8 – Detlef Soost & Ekaterina Leonova 10– Lulu Lewe & Massimo Sinató | 1 – Tony Bauer & Anastasia Stan 2 – Sophia Thiel & Alexandru Ionel 3 – Ann-Kathrin Bendixen & Valentin Lusin 4 – Mark Keller & Kathrin Menzinger 5 – Jana Wosnitza & Vadim Garbuzov 6 – Biyon Kattilathu & Marta Arndt 7 – Gabriel Kelly & Malika Dzumaev 8 – Detlef Soost & Ekaterina Leonova 10– Lulu Lewe & Massimo Sinató | 1 – Tony Bauer & Anastasia Stan 2 – Sophia Thiel & Alexandru Ionel 3 – Ann-Kathrin Bendixen & Valentin Lusin 4 – Mark Keller & Kathrin Menzinger 5 – Jana Wosnitza & Vadim Garbuzov 6 – Biyon Kattilathu & Marta Arndt 7 – Gabriel Kelly & Malika Dzumaev 8 – Detlef Soost & Ekaterina Leonova 10– Lulu Lewe & Massimo Sinató |

Für jedes Paar wurden die Punkte aus Show 6 und den beiden Tänzen aus Show 7 zusammengezählt und so das Juryranking ermittelt. Dank des Bonuspunktes wies an der Spitze Mark Keller wie Detlef Soost 9 Punkte auf. Am anderen Ende standen Tony Bauer mit 4, Biyon Kattilathu mit 3, Sophia Thiel mit 2 und Ann-Kathrin Bendixen mit 1 Punkt; auf alle vier richtete sich das „Rote Licht“. Gehen mussten Biyon Kattilathu und Sophia Thiel.
| Tanzpaar                                                                                                | Tanz          | Musik                                                                                        | Jurypunkte | Jurypunkte | Jurypunkte | Gesamt   |
| Tanzpaar                                                                                                | Tanz          | Musik                                                                                        | González   | Mabuse     | Llambi     | Gesamt   |
| --- | ------------- | -------------------------------------------------------------------------------------------- | ---------- | ---------- | ---------- | -------- |
| Detlef Soost & Ekaterina Leonova                                                                        | Quickstepp    | Robin Williams – Friend Like Me                                                              | 7          | 8          | 6          | 21       |
| Ann-Kathrin Bendixen & Valentin Lusin                                                                   | Samba         | David Guetta, Bebe Rexha & J Balvin – Say My Name                                            | 5          | 5          | 5          | 15       |
| Gabriel Kelly & Malika Dzumaev                                                                          | Wiener Walzer | Tears For Fears – Mad World                                                                  | 10         | 10         | 9          | 29       |
| Jana Wosnitza & Vadim Garbuzov                                                                          | Quickstepp    | Letters to Cleo – I Want You to Want Me                                                      | 10         | 10         | 10         | 30       |
| Mark Keller & Kathrin Menzinger                                                                         | Samba         | Barry Manilow – Copa Cabana                                                                  | 8          | 8          | 7          | 23       |
| Tony Bauer & Anastasia Stan                                                                             | Paso Doble    | Ennio Morricone – The Good, the Bad and the Ugly                                             | 10         | 9          | 8          | 27       |
| Lulu Lewe & Massimo Sinató                                                                              | Contemporary  | Natalie Jane – Crazy                                                                         | 10         | 10         | 10         | 30       |
| Jury-Teamtänze                                                                                          |               |                                                                                              |            |            |            |          |
| Zuschauerwertung                                                                                        |               |                                                                                              |            |            |            |          |
| Team Motsi Jana Wosnitza & Vadim Garbuzov Gabriel Kelly & Malika Dzumaev                                | Freestyle     | Medley: Loreen – Euphoria                                                                    | 10 061 %   | 10 061 %   | 10 061 %   | 10 061 % |
| Team Llambi Lulu Lewe & Massimo Sinató Ann-Kathrin Bendixen & Valentin Lusin                            | Freestyle     | Medley: Liza Minnelli – Willkommen • Mein Herr • Money, Money                                | 6 05 %     | 6 05 %     | 6 05 %     | 6 05 %   |
| Team Jorge Detlef Soost & Ekaterina Leonova Mark Keller & Kathrin Menzinger Tony Bauer & Anastasia Stan | Freestyle     | Medley: Michael Jackson – Thriller • The Girl Is Mine • Shake Your Body (Down to the Ground) | 8 034 %    | 8 034 %    | 8 034 %    | 8 034 %  |

Zwei 30-Punkte-Wertungen in einer 8. Show gab es erstmals in der vergangenen Staffel. Die Jury-Teamtänze wurden zum ersten Mal nicht von den Juroren selbst, sondern vom Fernsehpublikum über die Umfragefunktion auf rtl.de bewertet. Die drei Letzten in der Bewertung der Paartänze blieben es auch nach beiden Zuschauerabstimmungen und mussten „zittern“. Für Ann-Kathrin Bendixen reichte es nicht mehr.
| Tanzpaar                              | Tanz          | Musik | Jurypunkte       | Jurypunkte       | Jurypunkte       | Gesamt           |
| Tanzpaar                              | Tanz          | Musik | González         | Mabuse           | Llambi           | Gesamt           |
| ------------------------------------- | ------------- | --- | ---------------- | ---------------- | ---------------- | ---------------- |
| Jana Wosnitza & Vadim Garbuzov        | Freestyle     | Dream A Lot – Fighter                                                                                      | 10               | 10               | 10               | 30               |
| Lulu Lewe & Massimo Sinató            | Freestyle     | Silverberg & Anna Graceman – Get Ready for the Future Luther Vandros & Mariah Carey – Endless Love         | 8                | 8                | 8                | 24               |
| Gabriel Kelly & Malika Dzumaev        | Freestyle     | Angelo Kelly & Family – Let Go                                                                             | 10               | 10               | 10               | 30               |
| Mark Keller & Kathrin Menzinger       | Freestyle     | MGM Studio Orchestra – Tango (Temptation) Gene Kelly – Singin’ in the Rain                                 | 10               | 10               | 10               | 30               |
| Detlef Soost & Ekaterina Leonova      | Freestyle     | Gustavo Bravetti – Babel India Arie – Ready for Love                                                       | 9                | 9                | 9                | 27               |
| Ann-Kathrin Bendixen & Valentin Lusin | Freestyle     | Benson Boone – Beautiful Things                                                                            | 7                | 7                | 7                | 21               |
| Tony Bauer & Anastasia Stan           | Freestyle     | Frederik Lycke – Ich werd’s noch beweisen Jocelyn B. Smith – In Sekunden auf Hundert aus dem Film Hercules | außer Konkurrenz | außer Konkurrenz | außer Konkurrenz | außer Konkurrenz |
| Tanzduelle                            |               | |                  |                  |                  |                  |
| Jana Wosnitza & Vadim Garbuzov        | Bollywood     | Guru Randhawa, Neha Kakkar, Tanishk Bagchi und Panjabi MC – Morni Banke                                    | 10               | 10               | 9                | 29               |
| Lulu Lewe & Massimo Sinató            | Bollywood     | Guru Randhawa, Neha Kakkar, Tanishk Bagchi und Panjabi MC – Morni Banke                                    | 9                | 9                | 8                | 26               |
| Mark Keller & Kathrin Menzinger       | Flamenco      | José Reyes et Los Reyes – Todos Olé                                                                        | 8                | 8                | 8                | 24               |
| Detlef Soost & Ekaterina Leonova      | Flamenco      | José Reyes et Los Reyes – Todos Olé                                                                        | 10               | 10               | 10               | 30               |
| Gabriel Kelly & Malika Dzumaev        | Boogie Woogie | Bill Haley – Rock Around the Clock                                                                         | 10               | 10               | 10               | 30               |
| Ann-Kathrin Bendixen & Valentin Lusin | Boogie Woogie | Bill Haley – Rock Around the Clock                                                                         | 6                | 6                | 5                | 17               |

Tony Bauer stieg aus gesundheitlichen Gründen aus, führte aber außer Konkurrenz seinen bereits einstudierten Magic Moment vor. Für ihn kehrte Ann-Kathrin Bendixen in die Show zurück und wurde von den Zuschauern für ihre in nur kurzer Zeit eingeübten Tänze mit dem Weiterkommen belohnt. Die neben ihr im „Roten Licht“ stehende Lulu Lewe schied aus. Nach drei Jahren standen in den Tanzstilen der Tanzduelle wieder Bollywood und Flamenco auf dem Programm und neu Boogie-Woogie. Fünf 30-Punkte-Wertungen in einer neunten Show wurden auch in den Staffeln 13 und 15 erreicht.
| Tanzpaar                                                | Tanz          | Musik                                           | Jurypunkte | Jurypunkte | Jurypunkte | Gesamt |
| Tanzpaar                                                | Tanz          | Musik                                           | González   | Mabuse     | Llambi     | Gesamt |
| ------------------------------------------------------- | ------------- | ----------------------------------------------- | ---------- | ---------- | ---------- | ------ |
| Detlef Soost & Ekaterina Leonova                        | Charleston    | Édith Piaf – Milord                             | 9          | 9          | 8          | 26     |
| Lulu & Massimo Sinató                                   | Wiener Walzer | Zaz – La complainte de la butte                 | 8          | 8          | 7          | 23     |
| Jana Wosnitza & Vadim Garbuzov                          | Cha-Cha-Cha   | Pink – Raise Your Glass                         | 10         | 9          | 10         | 29     |
| Ann-Kathrin Bendixen & Valentin Lusin                   | Slowfox       | Karen Souza – Tainted Love                      | 6          | 7          | 5          | 18     |
| Gabriel Kelly & Malika Dzumaev                          | Contemporary  | Elton John – Your Song                          | 10         | 10         | 10         | 30     |
| Trio-Dances                                             |               |                                                 |            |            |            |        |
| Detlef Soost & Ekaterina Leonova + Mariia Maksina       | Tango         | Police Symphony Orchestra – El Tango De Roxanne | 10         | 10         | 10         | 30     |
| Lulu & Massimo Sinató + Patricija Ionel                 | Cha-Cha-Cha   | Madonna – Material Girl                         | 9          | 9          | 8          | 26     |
| Jana Wosnitza & Vadim Garbuzov + Anastasia Stan         | Tango         | Lady Gaga – Bad Romance                         | 10         | 10         | 10         | 30     |
| Ann-Kathrin Bendixen & Valentin Lusin + Alexandru Ionel | Rumba         | Lorde – Royals                                  | 6          | 6          | 4          | 16     |
| Gabriel Kelly & Malika Dzumaev + Zsolt Sándor Cseke     | Jive          | OutKast – Hey Ya!                               | 10         | 10         | 10         | 30     |

Erstmals fand eine Show im Kölner Musical Dome statt. Die für den verletzten Mark Keller in die Show zurückgekehrte Lulu Lewe schied erneut aus. Neben ihr „zitterten“ Detlef Soost und Ann-Kathrin Bendixen. Nur in der vergangenen Staffel gab es in einer 10. Show mehr Höchstwertungen.
| Tanzpaar                               | Tanz                | Musik                                           | Jurypunkte | Jurypunkte | Jurypunkte | Gesamt |
| Tanzpaar                               | Tanz                | Musik                                           | González   | Mabuse     | Llambi     | Gesamt |
| -------------------------------------- | ------------------- | ----------------------------------------------- | ---------- | ---------- | ---------- | ------ |
| Detlef Soost & Ekaterina Leonova       | Slowfox             | Robbie Williams – Swing Supreme                 | 10         | 10         | 9          | 29     |
| Detlef Soost & Ekaterina Leonova       | Jive                | Ricky Martin – Livin’ la vida loca              | 10         | 9          | 10         | 29     |
| Jana Wosnitza & Vadim Garbuzov         | Paso Doble          | Rodrigo y Gabriela – Tamacun                    | 10         | 10         | 9          | 29     |
| Jana Wosnitza & Vadim Garbuzov         | Wiener Walzer       | Andre Rieu und Emma Kok – Voilà                 | 10         | 10         | 9          | 29     |
| Ann-Kathrin Bendixen & Valentin Lusin  | Paso Doble          | Santa Esmeralda – Don’t Let Me Be Misunderstood | 7          | 7          | 6          | 20     |
| Ann-Kathrin Bendixen & Valentin Lusin  | Langsamer Walzer    | Phil Collins – Against All Odds                 | 8          | 8          | 7          | 23     |
| Gabriel Kelly & Malika Dzumaev         | Langsamer Walzer    | Michael Bublé – At This Moment                  | 10         | 10         | 9          | 29     |
| Gabriel Kelly & Malika Dzumaev         | Charleston          | Basement Jaxx – Do Your Thing                   | 10         | 10         | 10         | 30     |
| Impro Dance Even Noch More Extreme 2.0 |                     |                                                 |            |            |            |        |
| Detlef Soost & Ekaterina Leonova       | Cha-Cha-Cha x Rumba |                                                 | 10         | 10         | 9          | 29     |
| Jana Wosnitza & Vadim Garbuzov         | Tango x Cha-Cha-Cha |                                                 | 9          | 8          | 7          | 24     |
| Ann-Kathrin Bendixen & Valentin Lusin  | Rumba x Tango       |                                                 | 8          | 8          | 7          | 23     |
| Gabriel Kelly & Malika Dzumaev         | Rumba x Samba       |                                                 | 10         | 10         | 10         | 30     |

Als drittes Tanzpaar nach Luca & Christina Hänni (Staffel 13) und Victoria Swarovski & Erich Klann (Staffel 9) erreichten Gabriel Kelly & Malika Dzumaev in einem Improvisationstanz 30 Punkte. Diesmal handelte es sich um einen „Fusion Dance“ aus zwei Tanzstilen, bei dem auch der Übergang zu tanzen war. Der dritte Finalplatz entschied sich zwischen Ann-Kathrin Bendixen und Jana Wosnitza und ging an Letztere.
| Tanzpaar                         | Tanz Jurytanz Lieblingstanz Freestyle | Musik | Jurypunkte | Jurypunkte | Jurypunkte | Gesamt |
| Tanzpaar                         | Tanz Jurytanz Lieblingstanz Freestyle | Musik | González   | Mabuse     | Llambi     | Gesamt |
| -------------------------------- | ------------------------------------- | --- | ---------- | ---------- | ---------- | ------ |
| Detlef Soost & Ekaterina Leonova | Langsamer Walzer                      | Louis Armstrong – What a Wonderful World | 9          | 9          | 9          | 27     |
| Detlef Soost & Ekaterina Leonova | Samba                                 | Luca D und Alessandro Olivato – Tum Takketà | 10         | 10         | 9          | 29     |
| Detlef Soost & Ekaterina Leonova | Freestyle                             | Motto „Men in Black“ mit Will Smith feat. Coko – Men in Black • Baha Men – Who Let the Dogs Out • Pitbull – Back in Time • Gloria Gaynor – I Will Survive | 10         | 10         | 10         | 30     |
| Jana Wosnitza & Vadim Garbuzov   | Rumba                                 | Ana Gabriel – Eres Todo En Mi | 9          | 9          | 9          | 27     |
| Jana Wosnitza & Vadim Garbuzov   | Quickstepp                            | Letters to Cleo – I Want You to Want Me | 10         | 10         | 9          | 29     |
| Jana Wosnitza & Vadim Garbuzov   | Freestyle                             | Beyoncé-Megamix: Beyoncé – Run the World (Girls) • Single Ladies (Put a Ring on It) • Crazy in Love • Halo                                                | 10         | 10         | 10         | 30     |
| Gabriel Kelly & Malika Dzumaev   | Samba                                 | Sergio Mendes – Mas Que Nada | 10         | 10         | 10         | 30     |
| Gabriel Kelly & Malika Dzumaev   | Tango Argentino                       | Metallica – Nothing Else Matters | 10         | 10         | 10         | 30     |
| Gabriel Kelly & Malika Dzumaev   | Freestyle                             | Motto „Romeo und Julia“ mit Dance of the Knights • Lovefool • I’m Kissing You • Herrscher der Welt                                                        | 10         | 10         | 10         | 30     |

Für das erste Startpaar wählte Joachim Llambi als Jurytanz den Langsamen Walzer, Jana Wosnitza & Vadim Garbuzov erhielten von Jorge González die Rumba, Motsi Mabuse teilte dem letzten Startpaar die Samba zu. Gabriel Kelly erhielt im Finale die meisten Jurypunkte wie auch Zuschaueranrufe und wurde „Dancing Star 2024“. Mit insgesamt 10-mal 30 Punkten zog er hinter Anna Ermakova (11-mal 30 Punkte in Staffel 16) mit Ella Endlich (Staffel 12) gleich, weist aber mit 26,74 Punkten eine niedrigere Durchschnittsbewertung als Letztere (28,53) auf.
| Tanzpaar                            | Tanz      | Musik |
| ----------------------------------- | --------- | --- |
| Mariia Maksina & Vadim Garbuzov     | Freestyle | The Irrepressibles – In This Shirt • Really Slow Motion & Giant Apes – Atonement • Brand X Music – Forgotten World Motto „Adam und Eva“                                                   |
| Malika Dzumaev & Fabian Täschner    | Freestyle | 2WEI – Survivor • Hypermorph – Survivor Motto „Stay Strong!“ |
| Ekaterina Leonova & Paul Lorenz     | Freestyle | John Powell – Assassin’s Tango Motto „Mr. and Mrs. L“ |
| Anastasia Stan & Evgeny Vinokurov   | Freestyle | Dracula Musical Motto „Dracula – The Story of True Love“ |
| Marta Arndt & Zsolt Sándor Cseke    | Freestyle | Maurice Williams & the Zodiacs – Stay (Just a Little Bit Longer) • The Contours – Do You Love Me • Bill Medley und Jennifer Warnes – (I’ve Had) The Time of My Life Motto „Dirty Dancing“ |
| Adeline Kastalion & Andrzej Cibis   | Freestyle | Billie Eilish – No Time to Die Motto „No Time To Die“ |
| Massimo Sinato & Valentin Lusin     | Freestyle | David Garrett – The 5th • Vivaldi vs. Vertigo \| Beethoven – Mondscheinsonate Motto „Burning Symphony“                                                                                    |
| Kathrin Menzinger & Mikael Tatarkin | Freestyle | Chloe Chua – Café 1930 • Josh Vietti – In Da Club Motto „Pulse Of Passion“ |
| Patricija & Alexandru Ionel         | Freestyle | Brahms – Lullaby • Karl Jenkins – Palladio • Tom Odell – Real Love Motto „Ein Magischer Traum“                                                                                            |
| Quickdance-Battle                   |           | |
| Alle Paare                          | Freestyle | Jason Derulo feat. Michael Bublé – Spicy Margarita |
| Dance-off                           |           | |
| Ekaterina Leonova & Paul Lorenz     | Freestyle | Tommee Profitt – Can’t Help Falling in Love |
| Anastasia Stan & Evgeny Vinokurov   | Freestyle | Tommee Profitt – Can’t Help Falling in Love |
| Massimo Sinato & Valentin Lusin     | Freestyle | Tommee Profitt – Can’t Help Falling in Love |
|                                     |           | Ergebnis |

## Tanztabelle
| Paar                                    | Kennenlern- show | Show 1           | Show 2           | Show 3           | Show 4        | Show 4                    | Show 5           | Show 6           | Show 7           | Show 7            | Show 8        | Show 8                  | Show 9                    | Show 9        | Show 10       | Show 10     | Show 11          | Show 11          | Show 11                         | Show 12          | Show 12         | Show 12      |
| --------------------------------------- | ---------------- | ---------------- | ---------------- | ---------------- | ------------- | ------------------------- | ---------------- | ---------------- | ---------------- | ----------------- | ------------- | ----------------------- | ------------------------- | ------------- | ------------- | ----------- | ---------------- | ---------------- | ------------------------------- | ---------------- | --------------- | ------------ |
| Gabriel & Malika • Anastasia            | Wiener Walzer    | Quickstepp       | Paso Doble       | Rumba            | Cha-Cha-Cha   | Dance-Battle (Team Verde) | Tango Argentino  | Slowfox          | Samba            | Discofox-Marathon | Wiener Walzer | Freestyle (Team Motsi)  | Freestyle (Magic Moments) | Boogie Woogie | Contemporary  | Jive        | Langsamer Walzer | Charleston       | Rumba Samba Improvisation       | Samba            | Tango Argentino | Freestyle    |
| Jana & Vadim • Massimo                  | Cha-Cha-Cha      | Jive             | Contemporary     | Slowfox          | Charleston    | Dance-Battle (Team Rosso) | Langsamer Walzer | Samba            | Rumba            | Discofox-Marathon | Quickstepp    | Freestyle (Team Motsi)  | Freestyle (Magic Moments) | Bollywood     | Cha-Cha-Cha   | Tango       | Paso Doble       | Wiener Walzer    | Tango Cha-Cha-Cha Improvisation | Rumba            | Quickstep       | Freestyle    |
| Detlef & Ekaterina • Kathrin            | Tango            | Langsamer Walzer | Cha-Cha-Cha      | Paso Doble       | Contemporary  | Dance-Battle (Team Verde) | Samba            | Wiener Walzer    | Rumba            | Discofox-Marathon | Quickstepp    | Freestyle (Team Jorge)  | Freestyle (Magic Moments) | Flamenco      | Charleston    | Tango       | Slowfox          | Jive             | Cha-Cha-Cha Rumba Improvisation | Langsamer Walzer | Samba           | Freestyle    |
| Ann-Kathrin & Valentin • Mikael • Vadim | Tango            | Jive             | Charleston       | Wiener Walzer    | Tango         | Dance-Battle (Team Verde) | Quickstepp       | Cha-Cha-Cha      | Contemporary     | Discofox-Marathon | Samba         | Freestyle (Team Llambi) | Freestyle (Magic Moments) | Boogie Woogie | Slowfox       | Rumba       | Paso Doble       | Langsamer Walzer | Rumba Tango Improvisation       |                  |                 | Contemporary |
| Lulu & Massimo • Alexandru              | Cha-Cha-Cha      | Tango            | Rumba            | Quickstepp       | Samba         | Dance-Battle (Team Verde) | Charleston       | Slowfox          | Jive             | Discofox-Marathon | Contemporary  | Freestyle (Team Llambi) | Freestyle (Magic Moments) | Bollywood     | Wiener Walzer | Cha-Cha-Cha |                  |                  |                                 |                  |                 | Tango        |
| Mark & Kathrin • Ekaterina              | Wiener Walzer    | Cha-Cha-Cha      | Langsamer Walzer | Tango            | Jive          | Dance-Battle (Team Rosso) | Slowfox          | Paso Doble       | Charleston       | Discofox-Marathon | Samba         | Freestyle (Team Jorge)  | Freestyle (Magic Moments) | Flamenco      |               |             |                  |                  |                                 |                  |                 |              |
| Tony & Anastasia • Marta                | Charleston       | Cha-Cha-Cha      | Langsamer Walzer | Quickstepp       | Rumba         | Dance-Battle (Team Rosso) | Wiener Walzer    | Jive             | Contemporary     | Discofox-Marathon | Paso Doble    | Freestyle (Team Jorge)  | Freestyle (Magic Moments) |               |               |             |                  |                  |                                 |                  |                 | Quickstepp   |
| Biyon & Marta • Malika                  | Quickstepp       | Jive             | Tango            | Cha-Cha-Cha      | Wiener Walzer | Dance-Battle (Team Rosso) | Contemporary     | Quickstepp       | Langsamer Walzer | Discofox-Marathon |               |                         |                           |               |               |             |                  |                  |                                 |                  |                 | Jive         |
| Sophia & Alexandru • Valentin           | Charleston       | Cha-Cha-Cha      | Paso Doble       | Wiener Walzer    | Contemporary  | Dance-Battle (Team Rosso) | Tango            | Langsamer Walzer | Jive             | Discofox-Marathon |               |                         |                           |               |               |             |                  |                  |                                 |                  |                 |              |
| Stefano & Mariia                        | Quickstepp       | Tango            | Cha-Cha-Cha      | Langsamer Walzer | Charleston    | Dance-Battle (Team Verde) | Samba            |                  |                  |                   |               |                         |                           |               |               |             |                  |                  |                                 |                  |                 | Charleston   |
| Lina & Zsolt                            | Cha-Cha-Cha      | Quickstepp       | Langsamer Walzer | Samba            | Cha-Cha-Cha   | Dance-Battle (Team Verde) |                  |                  |                  |                   |               |                         |                           |               |               |             |                  |                  |                                 |                  |                 | Quickstepp   |
| Eva & Paul                              | Tango            | Langsamer Walzer | Cha-Cha-Cha      | Quickstepp       |               |                           |                  |                  |                  |                   |               |                         |                           |               |               |             |                  |                  |                                 |                  |                 | Quickstepp   |
| Tillman & Patricija                     | Wiener Walzer    | Tango Argentino  | Rumba            |                  |               |                           |                  |                  |                  |                   |               |                         |                           |               |               |             |                  |                  |                                 |                  |                 |              |
| Maria Clara & Mikael                    | Charleston       | Cha-Cha-Cha      |                  |                  |               |                           |                  |                  |                  |                   |               |                         |                           |               |               |             |                  |                  |                                 |                  |                 | Cha Cha Cha  |

Höchste Bewertung00Niedrigste Bewertung00
Paar ist nicht angetreten00Paar ist ausgeschieden00Nichtbewerteter Tanz im und vor dem Finale

## Höchste und niedrigste Bewertung

### Nach Tanz
| Tanz                    | Bester Promi                                                       | Punktzahl       | Schlechtester Promi                                                                            | Punktzahl      |
| ----------------------- | ------------------------------------------------------------------ | --------------- | ---------------------------------------------------------------------------------------------- | -------------- |
| Bollywood               | Jana Wosnitza                                                      | 29              | Lulu Lewe                                                                                      | 26             |
| Boogie Woogie           | Gabriel Kelly                                                      | 30              | Ann-Kathrin Bendixen                                                                           | 17             |
| Cha-Cha-Cha             | Jana Wosnitza                                                      | 29              | Maria Clara Groppler                                                                           | 10             |
| Charleston              | Mark Keller Gabriel Kelly                                          | 30              | Ann-Kathrin Bendixen                                                                           | 10             |
| Contemporary            | Gabriel Kelly Lulu Lewe                                            | 30              | Jana Wosnitza                                                                                  | 18             |
| Discofox                | Lulu Lewe                                                          | 10 von 10       | Tony Bauer                                                                                     | 1 von 10       |
| Freestyle               | 2× Gabriel Kelly 2× Jana Wosnitza Mark Keller Detlef Soost         | 30              | Ann-Kathrin Bendixen                                                                           | 21             |
| Freestyle Dance-Battle  | Tony Bauer Biyon Kattilathu Mark Keller Sophia Thiel Jana Wosnitza | 10 von 10, 8    | Ann-Kathrin Bendixen Gabriel Kelly Lulu Lewe Detlef Soost Lina Larissa Strahl Stefano Zarrella | 8 von 10, 8    |
| Freestyle Jury-Teamtanz | Jana Wosnitza Gabriel Kelly                                        | 10 von 10, 8, 6 | Lulu Lewe Ann-Kathrin Bendixen                                                                 | 6 von 10, 8, 6 |
| Flamenco                | Detlef Soost                                                       | 30              | Mark Keller                                                                                    | 24             |
| Jive                    | Gabriel Kelly                                                      | 30              | Ann-Kathrin Bendixen                                                                           | 7              |
| Langsamer Walzer        | Jana Wosnitza Gabriel Kelly                                        | 29              | Stefano Zarrella                                                                               | 10             |
| Quickstepp              | Jana Wosnitza                                                      | 30              | Eva Padberg Stefano Zarrella                                                                   | 12             |
| Paso Doble              | Jana Wosnitza                                                      | 29              | Sophia Thiel                                                                                   | 13             |
| Rumba                   | Jana Wosnitza                                                      | 27              | Tillman Schulz                                                                                 | 7              |
| Samba                   | Gabriel Kelly                                                      | 30              | Ann-Kathrin Bendixen Lina Larissa Strahl                                                       | 15             |
| Slowfox                 | Detlef Soost                                                       | 29              | Ann-Kathrin Bendixen                                                                           | 18             |
| Tango                   | Detlef Soost Jana Wosnitza                                         | 30              | Ann-Kathrin Bendixen                                                                           | 11             |
| Tango Argentino         | 2× Gabriel Kelly                                                   | 30              | Tillman Schulz                                                                                 | 7              |
| Wiener Walzer           | Gabriel Kelly Jana Wosnitza                                        | 29              | Tillman Schulz                                                                                 | 7              |

Punktezahlen nach drei 10-Punkte-Skalen der Jury

### Nach Paar
| Tanzpaar                      | Höchstbewerteter Tanz | Punktzahl | Niedrigstbewerteter Tanz            | Punktzahl |
| ----------------------------- | --- | --------- | ----------------------------------- | --------- |
| Ann-Kathrin & Valentin        | Langsamer Walzer Rumba x Tango (Improvisation)                                                                              | 23        | Jive                                | 7         |
| Biyon & Marta                 | Contemporary | 23        | Wiener Walzer                       | 12        |
| Detlef & Ekaterina            | Flamenco Tango (Trio-Dance) Freestyle                                                                                       | 30        | Tango                               | 16        |
| Eva & Paul                    | Tango | 14        | Langsamer Walzer                    | 11        |
| Gabriel & Malika              | Boogie Woogie Charleston Contemporary 2× Freestyle Jive (Trio-Dance) Rumba x Samba (Improvisation) 2× Tango Argentino Samba | 30        | Paso Doble                          | 17        |
| Jana & Vadim                  | 2× Freestyle Quickstepp Tango (Trio-Dance)                                                                                  | 30        | Cha-Cha-Cha Jive                    | 12        |
| Lina & Zsolt                  | Cha-Cha-Cha Langsamer Walzer                                                                                                | 16        | Quickstepp                          | 14        |
| Lulu & Massimo                | Contemporary | 30        | Quickstepp                          | 16        |
| Maria & Mikael                | Charleston | 16        | Cha-Cha-Cha                         | 10        |
| Mark & Kathrin                | Charleston Freestyle | 30        | Jive                                | 10        |
| Sophia & Alexandru • Valentin | Langsamer Walzer | 23        | Cha-Cha-Cha Charleston              | 11        |
| Stefano & Mariia              | Charleston | 23        | Langsamer Walzer                    | 10        |
| Tillman & Patricija           | Rumba Tango Argentino Wiener Walzer                                                                                         | 7         | Rumba Tango Argentino Wiener Walzer | 7         |
| Tony & Anastasia              | Paso Doble | 27        | Charleston                          | 13        |

Punktezahlen nach drei 10-Punkte-Skalen der Jury